# Вулиця Сорочинська (Львів)
Вулиця Сорочинська — вулиця у Шевченківському районі міста Львова, у місцевості Клепарів. Пролягає від перетину вулиць Оглоблина та Джерельної до  вулиці Липинського.

## Історія
Вулиця прокладена на початку XX століття, не пізніше 1912 року отримала офіційну назву вулиця Садловського, на честь львівського архітектора Владислава Садловського. У 1934 році вулицю перейменували на честь польського письменника Міхала Балуцького. За радянських часів, з 1950 року мала назву вулиця М. Пушкаря, на честь військового діяча часів Хмельниччини Мартина Пушкаря. Сучасну назву вулиця отримала у 1992 році.
Забудову вулиці становить комплекс із чотирьох дев'ятиповерхових будинків (№ 2, 4, 6 і 8), зведених у 1970—1980-х роках. 